# Summer Rocks
A Summer Rocks egy magyarországi heavy metal fesztivál volt. Az olyan külföldi nagy metal fesztiválok, mint a holland Dynamo Open Air, az olasz Gods Of Metal és a német Wacken Open Air mintájára először 2000-ben rendezték meg a Petőfi Csarnokban, erős külföldi mezőnnyel és a legjobb hazai zenekarokkal. 2004-ig öt nyáron át szervezték meg önállóan, majd gyakorlatilag beleolvadt a Sziget fesztivál konkurens Metal Hammer (később Hammerworld) színpadának programjába, amivel a Summer Rocks fesztiválokat folyamatosan kísérő egyik legnagyobb probléma, a koncerthelyszínhez közeli sátorozási és egyéb olcsó szálláslehetőségek hiánya is megoldódott.

## Fellépők

### 2000
Első alkalommal 2000. július 14-15-én rendezték meg a fesztivált Budapesten a Petőfi Csarnokban, az eredeti tervek szerint két színpadon. Az időjárás azonban közbeszólt és így a szabadtéri színpadra tervezett főprogramot is be kellett vinni a Petőfi Csarnok nagytermébe. A műsor kora délután kezdődött és egészen másnap hajnalig tartott. A főműsoridőben a legnépszerűbb magyar csapatok kaptak helyet, így az első nap főzenekara a Tankcsapda, míg a második napon az Ossian volt. A nagyteremben utánuk izgalmas külföldi (Marduk, Borknagar, Immortal) és magyar (Ektomorf, Christian Epidemic, Nevergreen) underground zenekarok várták a közönséget reggelig.
A fesztivál főzenekara egyértelműen a Kai Hansen (Helloween) gitáros vezette Gamma Ray volt. Az egyetlen kakukktojás talán a Pokolgép helye volt a programban. Eredetileg a magyar Mood nyitotta volna a fesztivált pénteken (így szerepelt a plakátokon is), de egy hirtelen jött tagcsere miatt le kellett mondaniuk a koncertet, és a helyükre a Dying Wish ugrott be.
Július 14. (péntek)
| Zenekar            | Ország       | Stílus               |
| Dying Wish         | Magyarország | dallamos death metal |
| Leadfoot           | USA          | stoner rock          |
| Vanden Plas        | Németország  | progresszív metal    |
| Tankcsapda         | Magyarország | punk'n'roll          |
| Pink Cream 69      | Németország  | heavy metal          |
| Marduk             | Svédország   | black metal          |
| Pokolgép           | Magyarország | heavy metal          |
| Ektomorf           | Magyarország | groove metal         |
| Christian Epidemic | Magyarország | death/black metal    |

Július 15. (szombat)
| Zenekar          | Ország       | Stílus                |
| Strong Deformity | Magyarország | nu metal              |
| Nemesis          | Magyarország | progresszív metal     |
| Neck Sprain      | Magyarország | thrash metal          |
| Metalium         | Németország  | heavy metal           |
| Ossian           | Magyarország | heavy metal           |
| Gamma Ray        | Németország  | heavy metal           |
| Borknagar        | Norvégia     | avantgard black metal |
| Immortal         | Norvégia     | black metal           |
| Nevergreen       | Magyarország | gothic doom metal     |

### 2001
A második Summer Rocks fesztivált a Petőfi Csarnok szabadtéri színpadán egyetlen napra szervezték 2001-ben, és ennek okán az előző évihez képest erősen megcsappant a magyar fellépők száma. A külföldi zenekarok közül viszont szinte mindegyiknek ez volt az első bemutatkozása magyar közönség előtt, kivéve a főzenekari pozícióban játszó olasz Rhapsody-t. A magyar metal zenekarok a Sziget fesztiválon elsőként helyet kapott Metal Hammer színpadon kaptak némi kárpótlást.
Június 23. (szombat)
| Zenekar           | Ország       | Stílus                  |
| Stonehenge        | Magyarország | progresszív metal       |
| Pain of Salvation | Svédország   | progresszív metal       |
| Amon Amarth       | Svédország   | viking metal            |
| Edguy             | Németország  | power metal             |
| Amorphis          | Finnország   | folkos doom/death metal |
| Rhapsody          | Olaszország  | szimfonikus power metal |

### 2002
A következő évben a szervezőknek sikerült visszatérni az eredeti koncepcióhoz és egy többnapos fesztivált megrendezni. Az első nap a tradicionális heavy metal rajongóinak szólt az amerikai Manowar főszereplésével. A további két napot az extrém metal zenék uralták az In Flames és a Slayer vezetésével, az egyetlen kivétel a brit hard rock együttes Ten fellépése volt. A Summer Rocks történetében a Dying Wish és a Borknagar voltak az első duplázók, akik korábban már játszottak a fesztiválon.
Június 7. (péntek)
| Zenekar      | Ország       | Stílus              |
| Iron Maidnem | Magyarország | Iron Maiden tribute |
| Dew-Scented  | Németország  | thrash metal        |
| Kalapács     | Magyarország | heavy metal         |
| Manowar      | USA          | heavy metal         |

Június 8. (szombat)
| Zenekar         | Ország             | Stílus                |
| Dying Wish      | Magyarország       | dallamos death metal  |
| Dead Soul Tribe | Ausztria           | progresszív metal     |
| Borknagar       | Norvégia           | avantgard black metal |
| Ten             | Egyesült Királyság | hard rock             |
| In Flames       | Svédország         | dallamos death metal  |

Június 9. (vasárnap)
| Zenekar               | Ország       | Stílus                 |
| Szeg                  | Magyarország | crossover thrash metal |
| Cadaveres De Tortugas | Magyarország | groove metal           |
| Blind Myself          | Magyarország | extrém metal           |
| Slayer                | USA          | thrash metal           |

### 2003
A 2003-as fesztivál sztárja az Iron Maiden volt, és a nagy érdeklődésre való tekintettel az első nap programját át is kellett tenni a Petőfi Csarnok szűk szabadtéri színpadáról a sokkal több néző befogadására alkalmas Kisstadionba. Igazodva az Iron Maiden világkörüli turnéprogramjához, először fordult elő, hogy a Summer Rocks-ot nem hétvégén rendezték meg. A második napon a fesztivál visszatért a Petőfi Csarnokba, és rengeteg fiatal metal rajongó volt kíváncsi a két finn zenekar, a Children Of Bodom és a Nightwish koncertjére. Az est főzenekara az elsöprő formában játszó thrash metal legenda Anthrax volt.
Június 4. (szerda)
| Zenekar     | Ország             | Stílus      |
| Demonlord   | Magyarország       | heavy metal |
| Wisdom      | Magyarország       | heavy metal |
| Stray       | Egyesült Királyság | hard rock   |
| Iron Maiden | Egyesült Királyság | heavy metal |

Június 5. (csütörtök)
| Zenekar           | Ország       | Stílus               |
| Casketgarden      | Magyarország | dallamos death metal |
| Children Of Bodom | Finnország   | dallamos death metal |
| Nightwish         | Finnország   | szimfonikus metal    |
| Anthrax           | USA          | thrash metal         |

### 2004
Utoljára 2004-ben rendezték meg a Summer Rocks fesztivált, a 2002-eshez hasonlóan három napra elosztva a fellépőket. Az első napon a teljes Operation: Mindcrime albumot eljátszó Queensryche, valamint az újra Rob Halforddal koncertező Judas Priest voltak a főszereplők. A második nap egyik főzenekara a Testament is különleges koncertet adott, mivel az alapító gitáros Eric Peterson pár nappal korábban eltörte a lábát és így nélküle, egygitáros felállásban léptek fel. A harmadik nap a Twisted Sister köré épült, akik eredeti felállásukban játszottak. A magyar zenekarok közül a Nemesis és a Kalapács is második alkalommal szerepelt a Summer Rocks programjában.
A 2004-es Summer Rocks legsikeresebb napja a csütörtöki volt, köszönhetően a Cradle Of Filth népszerűségének, viszont a Judas Priest és Twisted Sister napokra a vártnál kevesebben látogattak ki.
Június 16. (szerda)
| Zenekar      | Ország             | Stílus            |
| Nemesis      | Magyarország       | progresszív metal |
| Black-Out    | Magyarország       | grunge rock       |
| Queensryche  | USA                | progresszív rock  |
| Judas Priest | Egyesült Királyság | heavy metal       |

Június 17. (csütörtök)
| Zenekar          | Ország             | Stílus                  |
| Bridge To Solace | Magyarország       | hardcore metal          |
| Walls Of Jericho | USA                | hardcore metal          |
| Sear Bliss       | Magyarország       | szimfonikus black metal |
| Testament        | USA                | thrash metal            |
| Cradle Of Filth  | Egyesült Királyság | szimfonikus black metal |

Június 18. (péntek)
| Zenekar        | Ország       | Stílus                |
| Hollywood Rose | Magyarország | Guns N’ Roses tribute |
| Kalapács       | Magyarország | heavy metal           |
| Dirty Dance    | Magyarország | dirty rock            |
| Twisted Sister | USA          | glam metal            |